# Liste der Nummer-eins-Hits in den Rhythmic Airplay Charts (2015)
Dies ist eine Liste der Nummer-eins-Hits in den Rhythmic Airplay Charts im Jahr 2015.

## Singles
| ← 2014 ← | Liste der Nummer-eins-Hits in den Rhythmic Airplay Charts | Liste der Nummer-eins-Hits in den Rhythmic Airplay Charts | Liste der Nummer-eins-Hits in den Rhythmic Airplay Charts | 2016 →                    |
| \| Zeitraum \| Wo. ges. \| Interpret \| Titel Autor(en) \| Zusätzliche Informationen \| \| (Zeitraum, Wochen auf Platz eins, Interpret, Titel, Autor[en], zusätzliche Informationen) \| \| \| \| \| \| ----------------------------------------------------------------------------------------- \| -------- \| ----------------------------------------------------- \| -------------------- \| ------------------------- \| \| 27. Dezember 2014 – 2. Januar 2015 1 Woche (insgesamt 1) \| 1 \| ILoveMakonnen feat. Drake \| Tuesday \| – \| \| 3. Januar 2015 – 6. Februar 2015 5 Wochen (insgesamt 5) \| 5 \| Ariana Grande feat. The Weeknd \| Love Me Harder \| – \| \| 7. Februar 2015 – 13. Februar 2015 1 Woche (insgesamt 1) \| 1 \| Usher feat. Juicy J \| I Don’t Mind \| – \| \| 14. Februar 2015 – 20. März 2015 5 Wochen (insgesamt 5) \| 5 \| Mark Ronson feat. Bruno Mars \| Uptown Funk \| – \| \| 21. März 2015 – 27. März 2015 1 Woche (insgesamt 1) \| 1 \| Pitbull & Ne-Yo \| Time of Our Lives \| – \| \| 28. März 2015 – 3. April 2015 1 Woche (insgesamt 1) \| 1 \| Nicki Minaj feat. Drake & Lil Wayne \| Truffle Butter \| – \| \| 4. April 2015 – 1. Mai 2015 4 Wochen (insgesamt 4) \| 4 \| Natalie La Rose feat. Jeremih \| Somebody \| – \| \| 2. Mai 2015 – 22. Mai 2015 3 Wochen (insgesamt 3) \| 3 \| The Weeknd \| Earned It \| – \| \| 23. Mai 2015 – 5. Juni 2015 2 Wochen (insgesamt 2) \| 2 \| Fetty Wap \| Trap Queen \| – \| \| 6. Juni 2015 – 3. Juli 2015 4 Wochen (insgesamt 4) \| 4 \| Wiz Khalifa feat. Charlie Puth \| See You Again \| – \| \| 4. Juli 2015 – 10. Juli 2015 1 Woche (insgesamt 1) \| 1 \| Omarion feat. Chris Brown & Jhené Aiko \| Post to Be \| – \| \| 11. Juli 2015 – 24. Juli 2015 2 Wochen (insgesamt 2) \| 2 \| DJ Snake & AlunaGeorge \| You Know You Like It \| – \| \| 25. Juli 2015 – 31. Juli 2015 1 Woche (insgesamt 1) \| 1 \| David Guetta feat. Nicki Minaj, Bebe Rexha & Afrojack \| Hey Mama \| – \| \| 1. August 2015 – 4. September 2015 5 Wochen (insgesamt 5) \| 5 \| The Weeknd \| Can’t Feel My Face \| – \| \| 5. September 2015 – 11. September 2015 1 Woche (insgesamt 1) \| 1 \| Omi \| Cheerleader \| – \| \| 12. September 2015 – 18. September 2015 1 Woche (insgesamt 1) \| 1 \| Fetty Wap feat. Monty \| My Way \| – \| \| 19. September 2015 – 23. Oktober 2015 5 Wochen (insgesamt 5) \| 5 \| The Weeknd \| The Hills \| – \| \| 24. Oktober 2015 – 18. Dezember 2015 8 Wochen (insgesamt 8) \| 8 \| Drake \| Hotline Bling \| – \| \| 19. Dezember 2015 – 1. Januar 2016 2 Wochen (insgesamt 2) \| 2 \| Alessia Cara \| Here \| – \| |                                                           |                                                           |                                                           |                           |
| ← 2014 |                                                           |                                                           |                                                           | → 2016 →                  |
| Zeitraum | Wo. ges.                                                  | Interpret                                                 | Titel Autor(en)                                           | Zusätzliche Informationen |
| (Zeitraum, Wochen auf Platz eins, Interpret, Titel, Autor[en], zusätzliche Informationen) |                                                           |                                                           |                                                           |                           |
| 27. Dezember 2014 – 2. Januar 2015 1 Woche (insgesamt 1) | 1                                                         | ILoveMakonnen feat. Drake                                 | Tuesday                                                   | –                         |
| 3. Januar 2015 – 6. Februar 2015 5 Wochen (insgesamt 5) | 5                                                         | Ariana Grande feat. The Weeknd                            | Love Me Harder                                            | –                         |
| 7. Februar 2015 – 13. Februar 2015 1 Woche (insgesamt 1) | 1                                                         | Usher feat. Juicy J                                       | I Don’t Mind                                              | –                         |
| 14. Februar 2015 – 20. März 2015 5 Wochen (insgesamt 5) | 5                                                         | Mark Ronson feat. Bruno Mars                              | Uptown Funk                                               | –                         |
| 21. März 2015 – 27. März 2015 1 Woche (insgesamt 1) | 1                                                         | Pitbull & Ne-Yo                                           | Time of Our Lives                                         | –                         |
| 28. März 2015 – 3. April 2015 1 Woche (insgesamt 1) | 1                                                         | Nicki Minaj feat. Drake & Lil Wayne                       | Truffle Butter                                            | –                         |
| 4. April 2015 – 1. Mai 2015 4 Wochen (insgesamt 4) | 4                                                         | Natalie La Rose feat. Jeremih                             | Somebody                                                  | –                         |
| 2. Mai 2015 – 22. Mai 2015 3 Wochen (insgesamt 3) | 3                                                         | The Weeknd                                                | Earned It                                                 | –                         |
| 23. Mai 2015 – 5. Juni 2015 2 Wochen (insgesamt 2) | 2                                                         | Fetty Wap                                                 | Trap Queen                                                | –                         |
| 6. Juni 2015 – 3. Juli 2015 4 Wochen (insgesamt 4) | 4                                                         | Wiz Khalifa feat. Charlie Puth                            | See You Again                                             | –                         |
| 4. Juli 2015 – 10. Juli 2015 1 Woche (insgesamt 1) | 1                                                         | Omarion feat. Chris Brown & Jhené Aiko                    | Post to Be                                                | –                         |
| 11. Juli 2015 – 24. Juli 2015 2 Wochen (insgesamt 2) | 2                                                         | DJ Snake & AlunaGeorge                                    | You Know You Like It                                      | –                         |
| 25. Juli 2015 – 31. Juli 2015 1 Woche (insgesamt 1) | 1                                                         | David Guetta feat. Nicki Minaj, Bebe Rexha & Afrojack     | Hey Mama                                                  | –                         |
| 1. August 2015 – 4. September 2015 5 Wochen (insgesamt 5) | 5                                                         | The Weeknd                                                | Can’t Feel My Face                                        | –                         |
| 5. September 2015 – 11. September 2015 1 Woche (insgesamt 1) | 1                                                         | Omi                                                       | Cheerleader                                               | –                         |
| 12. September 2015 – 18. September 2015 1 Woche (insgesamt 1) | 1                                                         | Fetty Wap feat. Monty                                     | My Way                                                    | –                         |
| 19. September 2015 – 23. Oktober 2015 5 Wochen (insgesamt 5) | 5                                                         | The Weeknd                                                | The Hills                                                 | –                         |
| 24. Oktober 2015 – 18. Dezember 2015 8 Wochen (insgesamt 8) | 8                                                         | Drake                                                     | Hotline Bling                                             | –                         |
| 19. Dezember 2015 – 1. Januar 2016 2 Wochen (insgesamt 2) | 2                                                         | Alessia Cara                                              | Here                                                      | –                         |